# Something About the Way You Look Tonight
Something About the Way You Look Tonight è un singolo di Elton John pubblicato nel 1997 da PolyGram in formato 7", CD single e musicassetta single, primo estratto dall'album The Big Picture.

## Il disco
Il brano costituiva anche la prima traccia di un altro singolo omonimo, che venne pubblicato come doppio insieme a Candle in the Wind 1997, reincisa in memoria di Lady Diana, con un testo a lei dedicato.
Il video prodotto per Something About the Way You Look Tonight, vede protagonisti gli attori e le attrici del programma televisivo inglese This Life, oltre che le fotomodelle Kate Moss e Sophie Dahl.
Soltanto nel Regno Unito, in abbinamento a Candle in the Wind '97, la canzone ha venduto oltre 5 400 000 copie (nove volte disco di platino), diventando il singolo più venduto nella storia in Inghilterra. Il disco è rimasto per cinque settimane alla posizione numero uno, mentre negli Stati Uniti, le settimane in vetta alla Billboard Hot 100 sono state ben quattordici.
E a livello mondiale ha spodestato dopo tanti anni di supremazia White Christmas nella versione di Bing Crosby come singolo più venduto di tutti i tempi.

## Tracce
Something About The Way You Look Tonight(Edit Version)
Candle In The Wind 1997
You Can Make History (Young Again)

## Classifiche

### Classifiche di tutti i tempi
| Classifica  | Posizione |
| ----------- | --------- |
| Regno Unito | 1         |